# Herbert William Heinrich
Herbert William Heinrich (Bennington, 6 oktober 1886 - 22 juni 1962) was een Amerikaanse veiligheidskundige. Zijn werk is van grote invloed geweest op de veiligheidskunde en zijn ideeën en modellen worden tegenwoordig nog steeds gebruikt. Er is echter ook de nodige kritiek op zowel zijn stellingen als de gebruikte methodiek om tot die stellingen te komen.
Heinrich begon op 16-jarige leeftijd te werken als leerling-werktuigkundige en werd op zijn 23e derde assistent-werktuigkundige. Op 32-jarige leeftijd kwam hij in dienst van de Travelers Insurance Company in Hartford, Connecticut waar hij werkte tot zijn pensionering in 1956 op de leeftijd van 70, afgezien van de periode van 1918 tot 1919 toen hij diende in de United States Naval Reserve. In 1925 werd hij gepromoveerd tot assistent-opzichter van de afdeling civiele techniek en inspectie. Heinrich gaf vanaf 1938 meer dan twintig jaar veiligheidscursussen aan de New York University. In 1942 werd hij benoemd tot voorzitter van de Advisory Board on Fire and Accident Prevention onder de Under Secretary of War. In 1956 werd hij voorzitter van de Uniform Boiler and Pressure Vessels Laws Society.
Zijn belangrijkste werk was echter Industrial Accident Prevention: A Scientific Approach dat uitkwam in 1931. Latere edities verschenen in 1941, 1950 en 1959, terwijl na zijn dood nog een editie van het werk verscheen waar hij nog als een van de auteurs werd genoemd. De basis voor dat werk legde hij met onderzoek dat hij vanaf 1925 ondernam. Werkend voor een verzekeringsmaatschappij kon hij vele arbeidsongevallen analyseren. Op basis daarvan kwam hij tot de conclusie dat de indirecte kosten bij een ongeval viermaal hoger waren dan de directe kosten, daarna bekend geworden als de 4:1-ratio.
Heinrich stelde daarnaast dat 88% van de ongevallen te wijten was aan onveilig handelen van de werknemer, 10% aan mechanische of fysische omstandigheden, terwijl 2% van de ongevallen onvermijdelijk was. Naast deze 88:10:2 ratio vond hij ook een ratio tussen ongevallen zonder letsel, ongevallen met licht letsel en ongevallen met ernstig letsel. Volgens de driehoek van Heinrich zijn er voor elk ernstig letsel 29 ongevallen met licht letsel en 300 ongevallen zonder letsel. Bekend werd ook zijn dominometafoor die de causaliteit van een ongeval aangeeft.
Een vroege kritiek is die van Roland Blake die stelde dat een ongeval niet slechts een, maar meerdere oorzaken heeft. In 1956 stelt hij in een discussie met Heinrich dat de ratio 88:10:2 schadelijk is voor de bestrijding van ongevallen. Door de sterke nadruk op menselijke fouten zou er onvoldoende aandacht zijn voor technische oplossingen om onveilige omstandigheden te verminderen. Heinrich stelde daarop dat indien mogelijk er altijd technische oplossingen aangebracht moeten worden. Blake stelde daarop dat dit in de praktijk niet werkt, omdat het eenvoudiger is op gedrag te sturen.